# Kotowice (Łódź)
Pour les articles homonymes, voir Kotowice.
Kotowice est une localité polonaise de la gmina et du powiat de Zgierz en voïvodie de Łódź.